# Alan Shugart
Alan Field Shugart (* 27. September 1930 in Los Angeles; † 12. Dezember 2006 in San José) war ein US-amerikanischer Ingenieur, dem die Erfindung der Diskette zugeschrieben wird.
Shugart studierte Physikingenieurwesen an der University of Redlands mit dem Bachelorabschluss 1951. Danach ging er zu IBM als Ingenieur im Kundenservice. Er leitete bei IBM eine Reihe von Entwicklungsprogrammen für Magnetplattenspeicher, unter anderem beim Ramac Project, dem ersten kommerziellen Computer mit Festplatte. Shugart wurde Manager für Direct Access Storage bei IBM und war in deren Entwicklungszentrum in San José. Er war auch Leiter der Arbeitsgruppe, die 1969 die 8″-Diskette (Floppy Disk) entwickelte. 1969 verließ er IBM und ging zu Memorex. 1973 gründete er seine eigene Firma Shugart Associates, wo er die Floppy Disk und Diskettenlaufwerke für den Massenmarkt perfektionierte. 1974 verließ er im Streit Shugart Associates. Er nahm sich eine Auszeit, gründete eine Bar und betätigte sich mit Freunden als Fischer mit eigenem Lachs-Fischboot. 1979 gründete er zusammen mit Finis Conner die Firma Seagate (zunächst als Finis Conner Shugart Technology), einen der führenden Hersteller für Festplatten. 
Shugart entwickelte nicht nur die Diskette, sondern auch (bei Shugart Associates) das Small Computer System Interface (SCSI) zum Anbinden von optischen und magnetischen Laufwerken an Computer. Zunächst wurde es Shugart Associates System Interface (SASI) genannt, später, als es die Unterstützung von Firmen wie NCR und Adaptec erhielt, erhielt es seine endgültige Bezeichnung.
Die Bezeichnung Shugart wird auch für den De-facto-Standard für Diskettenlaufwerk-Interfacestecker verwendet:
1. 50 Pins: 8″
2. 34 Pins: 5 1⁄4″, 3 1⁄2″, 3″

1998 gab Shugart die Position des Chief Executive Officer (CEO) bei Seagate auf.
Er war Fellow des Computer History Museum und erhielt den „IEEE Reynold B. Johnson Information Storage Systems Award“.
Shugart war zweimal verheiratet – aus erster Ehe hatte er drei Kinder. Er starb 2006 in einem kalifornischen Krankenhaus an den Komplikationen einer Herzoperation.
Er gründete auch ein Restaurant in Pacific Grove, eine kleine Fluggesellschaft, ein Damen-Bekleidungsgeschäft und einen kleinen Verlag.